# إلياس مانويل
إلياس مانويل (بالبرتغالية: Elias Manoel‏) هو لاعب كرة قدم برازيلي في مركز الهجوم، ولد في 30 نوفمبر 2001 في كامبيناس في البرازيل.

## وصلات خارجية
- إلياس مانويل على موقع الدوري الأمريكي (الإنجليزية)
- إلياس مانويل على موقع قاعدة بيانات كرة القدم.إي يو (الإنجليزية)
- إلياس مانويل على موقع Soccerway.com (الإنجليزية)